# Thử thách cuộc đời
Thử thách cuộc đời là một bộ phim truyền hình được thực hiện bởi DT Film do Trương Dũng làm đạo diễn. Phim phát sóng vào lúc 20h00 từ thứ 2 đến thứ 7 hàng tuần bắt đầu từ ngày 6 tháng 4 năm 2023 và kết thúc vào ngày 3 tháng 6 năm 2023 trên kênh THVL1.

## Nội dung
Thử thách cuộc đời kể về hành trình lập nghiệp và tìm kiếm tình yêu của Nghĩa (Thanh Thức) và Nhân (Thanh Duy). Cả hai là hai anh em sinh đôi khác trứng sống ở xóm lao động nghèo, cháu ngoại bà Sáu (Phi Điểu) bán chè.

## Diễn viên
- Thanh Duy trong vai Nhân
- Thanh Thức trong vai Nghĩa[4]
- Tú Vi trong vai Yến
- Phương Hằng trong vai Vy
- Văn Phượng trong vai Hương[5]
- Thanh Hiền trong vai Trâm
- Phi Điểu trong vai Bà Sáu
- Công Ninh trong vai Ông Năm Tùng
- Hạnh Thúy trong vai Bà Nga
- Trịnh Kim Chi trong vai Bà Mỹ
- Hà Trí Quang trong vai Long
- Lyna Trang trong vai Ngọc
- Quách Hữu Lộc trong vai Hải
- Bùi Công Danh trong vai Thắng
- Mai Huỳnh trong vai Ông Tính
- Quang Khải trong vai Ông Phước
- Ngọc Lan trong vai Bà Tám
- Lê Nam trong vai Ông Tư
- Linh Trung trong vai Ông Thành
- Hải Lý trong vai Bà Loan
- Minh Hoàng trong vai Đức

Cùng một số diễn viên khác....

## Ca khúc trong phim
- Khóc thầm

Sáng tác: Trương Dũng 
Thể hiện: Ngọc Quy
- Yêu thương dại khờ

Sáng tác: Trương Dũng
Thể hiện: Ngọc Quy